# Drag'n'Boom
Drag'n'Boom est un jeu vidéo mobile de plate-formes développé par Ankama Games et sorti en 2017.